# Volvo Open 70

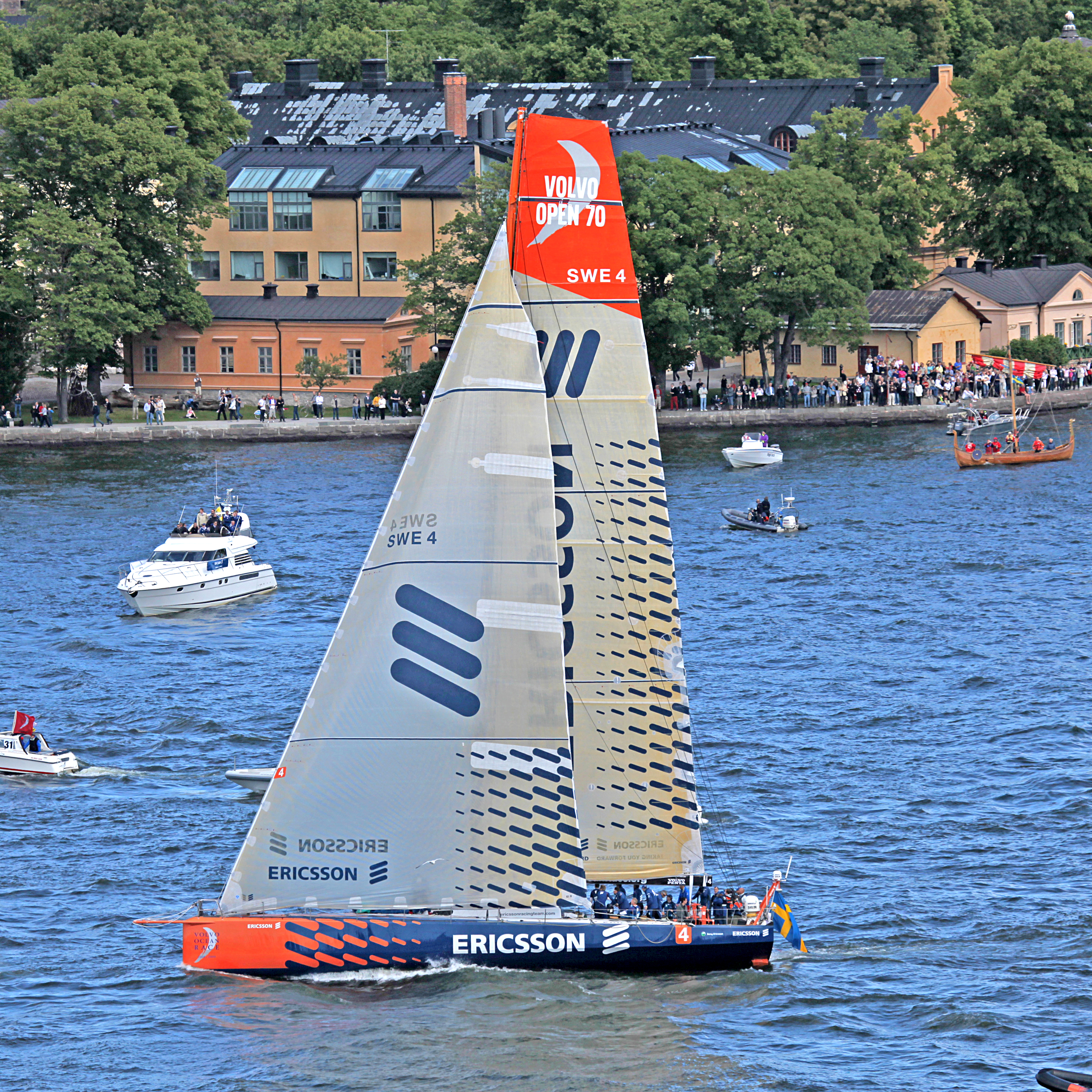
Die Volvo Open 70 v2 Ericsson 4 beim Volvo Ocean Race 2009, welches sie gewann.

Volvo Open 70 (kurz: VO 70 oder VO70) ist eine Bootsklasse von Segelyachten für Hochseeregatten. Sie sind insbesondere für die Teilnahme am Volvo Ocean Race ausgelegt. Die VO70-Klasse baut auf der VO60-Klasse auf und wurde seit ihrem Bestehen mehrfach den sportlichen und technischen Weiterentwicklungen angepasst. Die jeweilige Version der Weiterentwicklung ist unter anderem an den Bezeichnungen v1, v2 usw. zu erkennen. Die Klasse wurde mit den Wettbewerben 2014/15 von der Volvo Ocean 65-Einheitsklasse abgelöst.

## Beschreibung

### VO70 v1
Eine wesentliche Änderung im Regelwerk im Vergleich zur Vorgängerklasse VO60 betrifft die Einführung des Kippkiels. Damit stieg die Geschwindigkeit der Boote deutlich an. Allerdings hatten die Boote bei der Auflage des Volvo Ocean Race 2005–2006 teils noch mit erheblichen Problemen mit der Technik bzw. Auslegung zu kämpfen. Mehrfach mussten unplanmäßige Reparaturstopps in Häfen eingelegt werden. Die spanische movistar sank sogar nach starkem Wassereinbruch infolge eines Schadens an der Kielaufhängung.

### VO70 v2
Basierend auf den Erfahrungen während des Volvo Ocean Race 2005–2006 wurde im September 2006 ein neues Regelwerk veröffentlicht. So wurden für Kielfinne und -aufhängung nur noch Stahl und Stahllegierungen zugelassen. Außerdem wurden bestimmte Belastungstests vorgeschrieben.

### VO70 v3
Für die dritte Version des Regelwerks wurde die zulässige Masse der Yachten auf 14500 kg erhöht. Dem Trend der Zeit folgend wurde außerdem die Installation einer regenerativen Energiequelle (Solar, Wind oder Schleppgenerator) von 80 W zur Unterstützung der Bordelektrik vorgeschrieben. Auch die Anzahl der Modifikationen während der Erprobung und die Anzahl der Segel wurden begrenzt. Damit sollen ausufernde Kosten verhindert und auch kleineren Teams eine Teilnahme ermöglicht werden.

## Rekorde
24h-Rekord
- 2005 movistar, 530.19 nm, 22.09 kts
- 2005 ABN AMRO ONE, 546.14 nm, 22.75 kts
- 2006 ABN AMRO TWO, 562.96 nm, 23.45 kts
- 2008 Ericsson 4, 596.6 nm, 24.85 kts

## Bilder

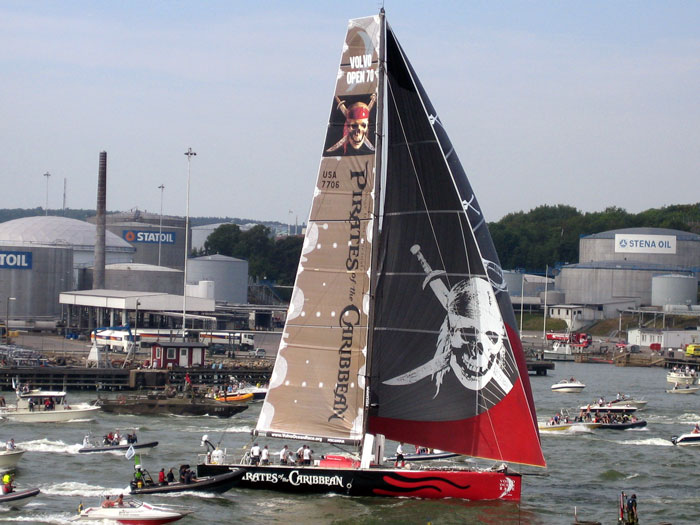
VO70 v1 Pirates of the Caribbean
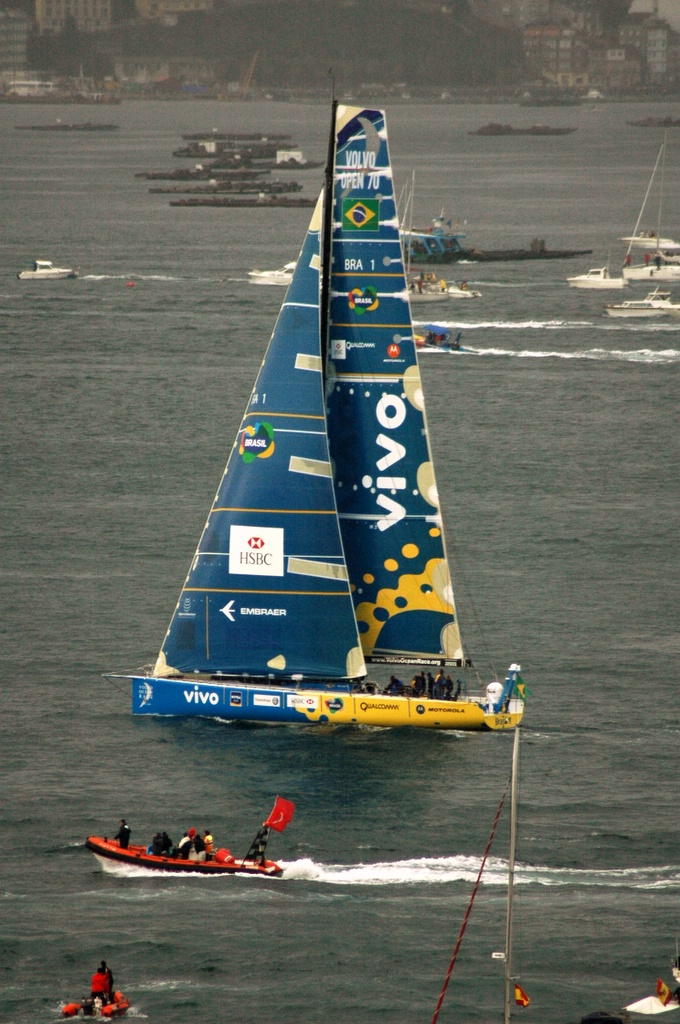
VO70 v1 Vigo
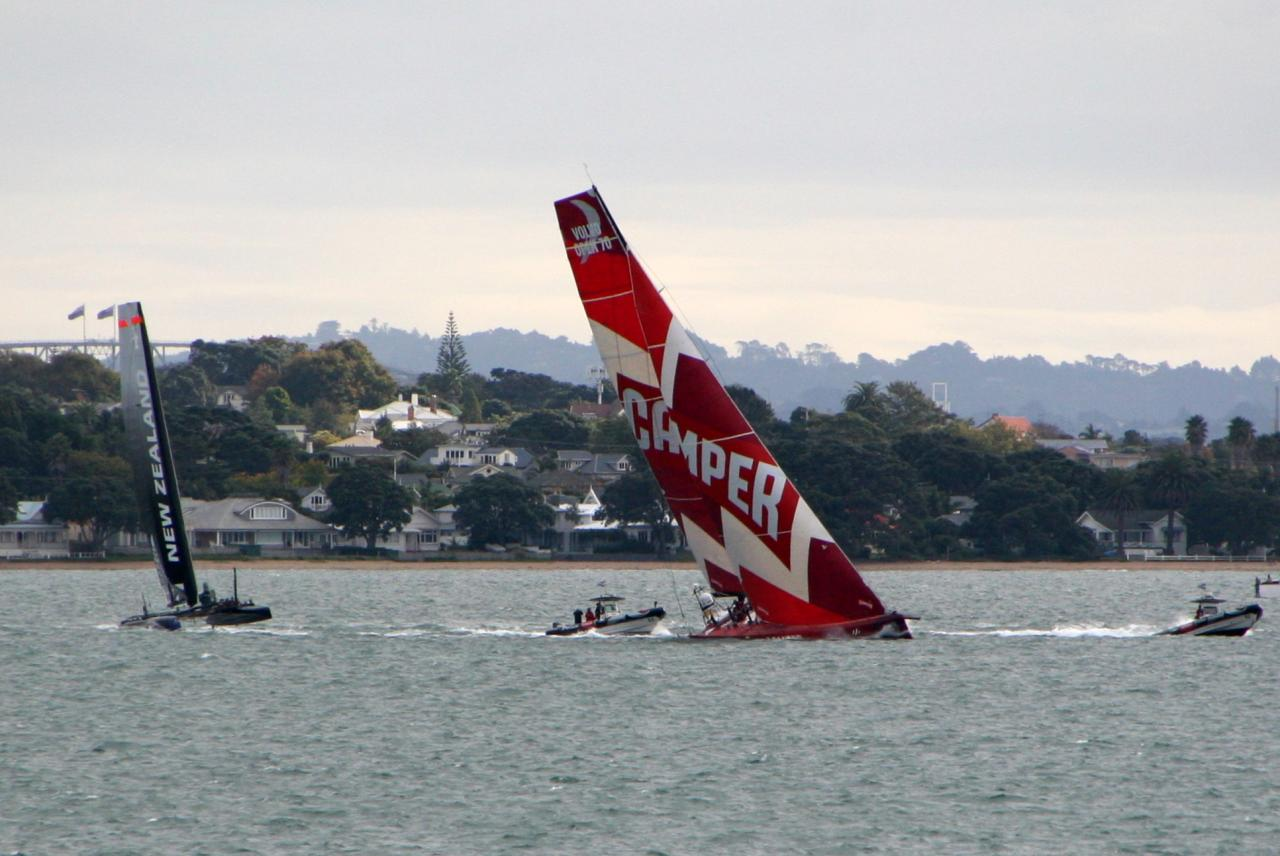
VO70 v3 Camper
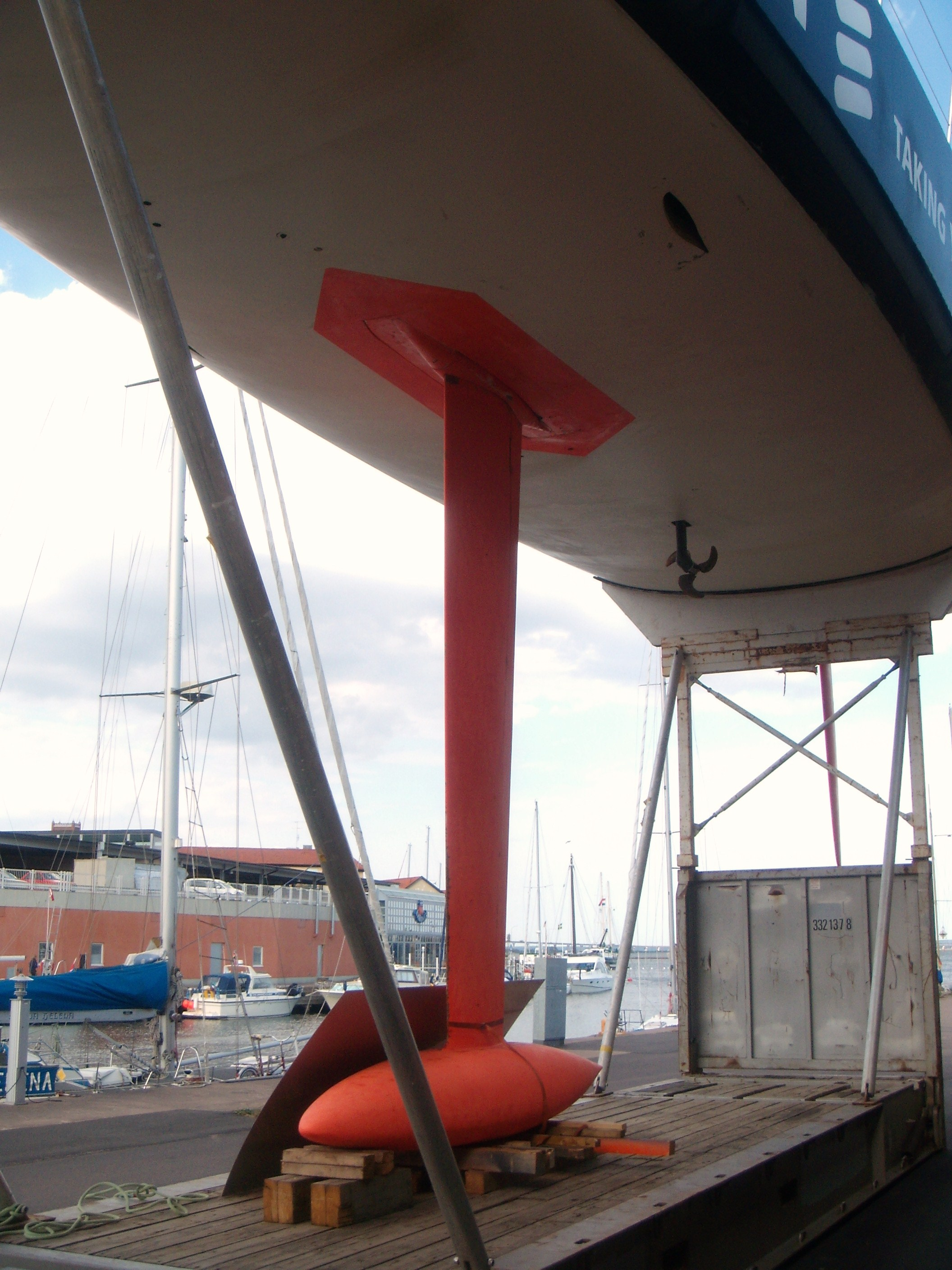
Schwenkkiel der Ericsson